# Dilj
Dilj je gora u središnjoj Slavoniji sjeverno od Slavonskog Broda, odnosno istočnoj Hrvatskoj. On zatvara Brodsko posavlje sa sjeverne strane, te jugoistočni dio prostrane Požeške kotline. Dužine je oko 45 km. Njegova visina postepeno pada prema istoku prelazeći u nizinske ravnjake đakovačke uleknine.
Ime dolazi od riječi dijeliti, odnosno po šokački diljiti. Naime ova planina je dijelila "Granicu" od "Paurije".
Glavno bilo stanovnici nazivaju "međom", a ono je tu međašnju funkciju imalo u prošlosti. Osnivanjem Vojne krajine, poslije mira u Srijemskim Karlovcima 1699. godine bilo Dilja poprima funkciju međe, zbog toga što je na sjever od glavnog bila formirano područje Slavonije, Pronuncijala ili Paurije, a na jug područje slavonske Vojne krajine — Granice. Tako je "međa" dijelila dvije političke tvorevine nastale poslije oslobođenja Slavonije od Turaka. Radi te međašnje funkcije, koja je uslijedila iz političkih razloga, cijela planina je dobila ime Dil-gora, od čega je s vremenom postao Dilj.
Cinkovac je najviši zapadni vrh Dilj gore (461 mnv.) i jednako je visok kao i istočni koji se zove Degman ili po starom Jurje brdo (461 mnv.).
Čardak je vrh na glavnom hrptu Dilj gore, označen visokom zidanom trigonometrijskom piramidom. Iako to nije najviši vrh Dilj gore, popularniji je od najviših Degmana i Cinkovca.
Dilj gora je građena gotovo samo od tercijarnih stijena. Brežuljci tercijarne građe vrlo su razgranati, proširuju se u gustu mrežu dolina, dolinica i jaruga, koje međusobno dijele pločasti hrpti. Kako su se snažniji tektonski pokreti zbivali u Savsko-dravskom međuriječju između krede i neogena, najvjerojatnije je Dilj radijalno spušten i poplavljen mladim miocenim i pliocenim morima. S obzirom na to da se u Dilju na nekoliko mjesta nalaze magmatske stijene (iznad Matković Male, Oriovčića i Crnog Potoka) vjerojatno je bilo erupcija starijih od pliocena. Današnji reljef je rezultat erozivnih procesa koji su se zbivali u kvartaru.